# Sü Ťie
Sü Ťie (čínsky pchin-jinem Xú Jiē, znaky zjednodušené 徐阶, tradiční 徐階; 1503 Süan-pching, Če-ťiang – 1583 Chua-tching, Nan č’-li) byl politik v čínské říši Ming. Za vlády císaře Ťia-ťinga v druhé třetině 16. století zaujímal vysoké postavení v těsné blízkosti panovníka, v letech 1549–1552 vykonával funkci ministra obřadů, poté velkého sekretáře, přičemž v letech 1562–1568 stál v čele velkého sekretariátu.
Pocházel z nepříliš zámožné rodiny, závislé na výnosech manufaktury produkující hedvábné látky, a jeho otec dosáhl pouze relativně nízkých úředních funkcí, umožnil však synovi soustředit se na studium konfucianismu, což se rodině bohatě vyplatilo. Sü Ťie prošel úřednickými zkouškami s vynikajícím výsledkem, když roku 1523 jejich nejvyšší stupeň, palácové zkoušky, složil jako třetí v pořadí a navíc v pouhých osmnácti letech. Byl zařazen do akademie Chan-lin, přitom se vyhnul čistkám spojeným s velkým sporem o obřady mezi císařem Ťia-ťingem a vládou, když v kritické době – roku 1524 – pobýval doma kvůli smutku za zemřelého otce. Roku 1530 se postavil císaři a vládě v otázce reforem obřadů spojených se ctěním Konfucia a byl proto poslán do jihočínské provincie Fu-ťien na místo soudce v zapadlé horské prefektuře Jen-pching. Po několika letech byl povýšen do úřadu provinčního intendanta pro vzdělání v Če-ťiangu a pak v Ťiang-si. Roku 1539 byl přeložen zpět do Pekingu do akademie Chan-lin, od roku 1541 vedl státní univerzitu. Koncem roku 1544 přešel na místo náměstka ministra obřadů, od začátku roku 1545 po čtyři léta působil jako náměstek ministra státní správy.
Byl filozofickým a etickým myslitelem, podílel se na organizaci debat ťiang-süe o konfuciánském studiu a mravním sebezdokonalování; přitom mu šlo nejen o filozofii a osobnostní růst, ale i o navazování kontaktů a sblížení s účastníky besed, takto vzniklá přátelství a vztahy využíval pro svou politickou podporu. Byl pohotovým a prozíravým manažerem s citem pro byrokratické detaily, ale i obratným a oportunistickým hráčem mocenských her. Jako mladý úředník byl energický a stál si za svými názory, i proti vládě a panovníkovi. Jako zralý politik byl zpravidla opatrný a dbal na to, aby plnil císařova přání, pokud to však okolnosti vyžadovaly, rozhodoval rychle a rázně.
Svých vysokých politických funkcí využil k nashromáždění značného bohatství a stal se jedním z největších statkářů v Ťiang-nanu, ekonomicky nejrozvinutějším regionu Číny. Po odchodu z úřadu čelil útokům svých politických nepřátel, od přísných trestů a konfiskace jmění jeho rodinu zachránila podpora velkého sekretáře Čang Ťü-čenga.

## Jména
Sü Ťie používal zdvořilostní jméno C’-šeng (čínsky pchin-jinem Zǐshēng, znaky zjednodušené 子升, tradiční 子昇) a literární pseudonymy Šao-chu (čínsky pchin-jinem Shǎohú, znaky 少湖) a Cchun-čaj (čínsky pchin-jinem Cúnzhāi, znaky zjednodušené 存斋, tradiční 存齋). Za zásluhy o stát obdržel posmrtné jméno Wen-čen (čínsky pchin-jinem Wénzhēn, znaky 文贞), „Kulturní a neúplatný“.

## Život

### Mládí apočátky kariéry
Sü Ťie se narodil roku 1503 v Süan-pchingu v provincii Če-ťiang, kde jeho otec úřadoval jako zástupce okresního přednosty, vyrůstal v Ning-tu (v provincii Ťiang-si), kam byl jeho otec přeložen ve stejné funkci. Rodina Sü Ťiea pocházela z okresu Chua-tching v prefektuře Sung-ťiang (moderní obvod Feng-sien v Šanghaji). Nijak zvlášť nevynikala, jeho otec začínal úřední kariéru jako pomocný zaměstnanec, a proto se nemohl pozvednout nad relativně nízké funkce. Rodinný majetek pocházel vesměs z výnosů manufaktury, v níž zaměstnankyně tkaly hedvábné látky. Na manufakturu dohlížely postupně Sü Ťieova matka, manželky a snacha.

Kandidáti čekají na výsledky zkoušek, detail obrazu Čchiou Jinga (1494–1552)

Od dětství se soustředil na studium konfucianismu; jeho otec se kvůli němu vrátil do Chua-tchingu, aby se tam mladý Sü Ťie mohl kvalifikovat jako šeng-jüan (okresní student), zkoušky na něj složil ve 14 letech, dříve než většina mladých studentů. Už po dvou letech byl připuštěn k provinčním zkouškám, které nesložil. V dalším studiu mu pomohl nový okresní přednosta Nie Pao, který se denně setkával s vybranými studenty, včetně Sü Ťiea, a diskutoval s nimi o konfuciánských otázkách (takzvané debaty o studiu, ťiang-süe). Mladého Süa, jehož cílem dosud bylo jen získání postavení a bohatství, nasměroval k hlubšímu přemýšlení o důvodech pro studium. Sü Ťieho cíl se tak od získání bohatství posunul k získání literární slávy a později, kolem let 1523/1524, dospěl k pochopení, že nejpodstatnější nejsou vnější úspěchy, ale vnitřní proměna, jednání vycházející z poznání vlastního srdce a mysli.
Roku 1522 Sü Ťie už provinční zkoušky složil s nemalým úspěchem – byl sedmý ze 135 úspěšných a několika tisíc uchazečů. Na jaře 1523 se s cca 3500 dalšími kandidáty účastnil metropolitních a následných palácových zkoušek v Pekingu. Ze čtyř set úspěšných kandidátů byl třetí. V jeho věku osmnácti let bylo výjimečným úspěchem samotné složení zkoušek, natožpak tak vysoké pořadí. V následném rozhovoru udělal dojem i na velké sekretáře Jang Tching-chea a Fej Chunga.
Po zkouškách dostal místo mladšího kompilátora v akademii Chan-lin. Aby mohl zahájit úřední kariéru, musel se oženit. Odjel proto domů a vzal si dívku příjmením Šen (1505–1530), jak dohodli jejich rodiče, ale cestou zpět do Pekingu ho zastihla zpráva o smrti otce. Neprodleně se vrátil a zůstal doma ve smutku po zbytek roku i většinu roku následujícího. Jeho manželka mu roku 1529 dala syna, Sü Fana, následující rok však zemřela. Oženil se znova, se svou druhou ženou příjmením Čang (1516–1583) měl jednu dceru a dva syny, Sü Kchuna narozeného roku 1544 a o šest let mladšího Sü Jinga. Paní Čang vedla Sü Ťieho pekingskou domácnost skromně, v čemž měla plnou podporu manžela, který nesnášel luxus. Proto příliš neutrácela, pouze – jako zbožná buddhistka – nelitovala peněz na dobročinnost. I syny vedli ke zdvořilosti, skromnosti a studiu. K blízkým příbuzným Sü Ťiea patřila také sestra, provdaná za důstojníka z provincie Šan-tung, a mladší bratr Sü Č’, který roku 1543 složil úřednické zkoušky a získal hodnost ťin-š’, načež nastoupil úspěšnou úřednickou kariéru; zakončil ji jako náměstek ministra na nankingských ministerstvech prací a trestů.
Pobytem v domovském okrese v letech 1523–1524 se Sü Ťie vyhnul zapletení do úřednických protestů v Pekingu v srpnu 1524, kterými vyvrcholil Velký spor o obřady a které vynesly těžké postihy stovkám úředníků (a sedmnácti z nich smrt). Do Pekingu přijel až po skončení protestů, navštívil své přátele potrestané vypovězením do vzdálených provincií a přispěl jim na cestu, nevyslovil se však k proběhlému sporu, což vedlo k sarkastickým komentářům, že konflikt většiny úředníků s císařem Ťia-ťingem pouze „sledoval z paluby říčního člunu“.
Po návratu do akademie dostal za úkol výuku císařových eunuchů, čehož se zhostil s velkou snahou, přednášky začínal před úsvitem a končil až v pozdním odpoledni. V kontrastu k předešlým rokům tak pozvedl úroveň vzdělání svěřených eunuchů, přitom mladíky zvyklé na dosavadní volnější režim výuky dokázal přesvědčit, že získané znalosti budou v budoucnu prospěšné jejich vzestupu ve funkcích. Tehdy navázaná spojenectví s eunuchy se mu vyplatila v pozdější kariéře. Koncem 20. let občas přednášel i císaři. Kromě plnění úředních povinností se v Pekingu účastnil i „debat o studiu“ konfucianismu se svým přítelem Ou-jang Tem a podobně naladěnými mladými úředníky, stoupenci učení Wang Jang-minga, z nichž filozofové Cou Šou-i a Luo Chung-sien a plodný spisovatel Tchang Šun-č’ v následujících desetiletích vyrostli v osobnosti celostátního významu.

### Odvolání zPekingu aslužba na jihu
Roku 1530 se neočekávaně postavil proti revizi obřadů a titulů spojených s Konfuciem, kterou navrhl velký sekretář Čang Fu-ťing s vědomím a souhlasem císaře Ťia-ťinga. Císař a sekretář projekt reformy předložili k připomínkám, neočekávali však přitom závažnější odpor. Mimo jiné navrhovali Konfuciovi odebrat titul krále (wang) a odstranit sochy a  obrazy z Konfuciových chrámů. Navrhli i zjednodušení obřadů v Konfuciově chrámu a odstranění jejich podobnosti s císařskými oběťmi. Sü Ťie ale změny s velkým rozhořčením a vášnivostí odmítl s tím, že obřady a tituly spojené s Konfuciem potvrdili císaři-zakladatelé dynastie Chung-wu a Jung-le, tudíž vzdělanci i lid jsou na ně zvyklí a změny vzbudí nedůvěru k vládě, jejíž důsledky nelze předvídat. Sü Ťiea následně podpořili Li Kuan z kontrolního úřadu a sekretář úřadu dohledu Wang Žu-mej. Císař Li Kuana podezříval, že ve skutečnosti chce obnovit velký spor o obřady, nechal ho proto vyloučit z úřednického stavu. Sü Ťie neodvolal své námitky ani při slyšení před velkými sekretáři Čang Fu-ťingem, Čaj Luanem a Kuejem E. Vzrušená debata se sekretáři vyvrcholila, když Sü Ťie na Čang Fu-ťingovo obvinění z neloajality odvětil, že zradit loajalitu vůči Čangovi by mohl jen jeho stoupenec, kterým však on není a nebyl. Odmítl i císařův požadavek na stažení námitek. Panovník ho proto přikázal přeložit z Pekingu. Z iniciativy hlavy kontrolního úřadu Wang Chunga, který císařovo rozhodnutí pokládal za nepřiměřeně mírné, byl zatčen. Sü Ťie očekával, že ve vězení zemře; dva vysocí úředníci – Wen Jüan a Tchang Lung – však intervenovali v jeho prospěch. Císař ho nakonec pouze přeložil do vnitrozemské fuťienské prefektury Jen-pching na místo prefekturního soudce.
Nesouhlasné gesto mu vyneslo respekt a známost mezi úředníky. On sám jej později hodnotil jako naivní, když při svých námitkách vycházel z přesvědčení, že
| „ | Nebesa dala lidem jazyk a schopnost řeči, tak proč bych se bál je použít? | “ |
| — |                                                                           |   |

V Jen-pchingu zůstal tři roky. Své povinnosti vykonával energicky: rozhodl dlouho nevyřízené soudní spory, potlačil banditismus, mýtil korupci ve stříbrných dolech, podporoval konfuciánské vzdělávání – totiž shromáždil a nechal spálit kopie legalisticko-taoistického spisu Teng si-c’, zboural svatyni místního božstva a postavil místo ní konfuciánskou školu. Také osobně vyučoval místní kandidáty na úřednické zkoušky, tak jako jeho učil Nie Pao. Když odcházel z prefektury, jeho studenti jako výraz uznání zorganizovali vydání jeho sebraných spisů. Roku 1534 byl povýšen na místo provinčního intendanta pro vzdělání v provincii Če-ťiang a roku 1536 přeložen na stejné místo v provincii Ťiang-si. Ve funkci dohlížel nad státními školami v provincii a podílel se na organizaci zkoušek; dosáhl utužení disciplíny studentů v plnění jejich povinností, aniž by vyvolal jejich odpor, naopak si získal respekt. Přitom neváhal nechat zbičovat i dosud dobře hodnocené studenty, pokud jejich texty shledal přespříliš spletitými a nejasnými. Vlastní výuky se neúčastnil, požádal však svého přítele Cou Šou-iho, aby se věnoval nejnadanějším ťiangsijským studentům. Roku 1539 byl povolán zpět do Pekingu. Jeho kariérní vzestup podpořil ministr státní správy Sü Can a kontrolní úředníci a také Sia Jen, na přelomu 30. a 40. let stojící v čele velkého sekretariátu. Sia Jen ho podpořil, přestože během působení v Ťiang-si Sü Ťie odmítl žádosti Sia Jenových příbuzných o zvláštní zacházení při studiu.

### Zpět vPekingu

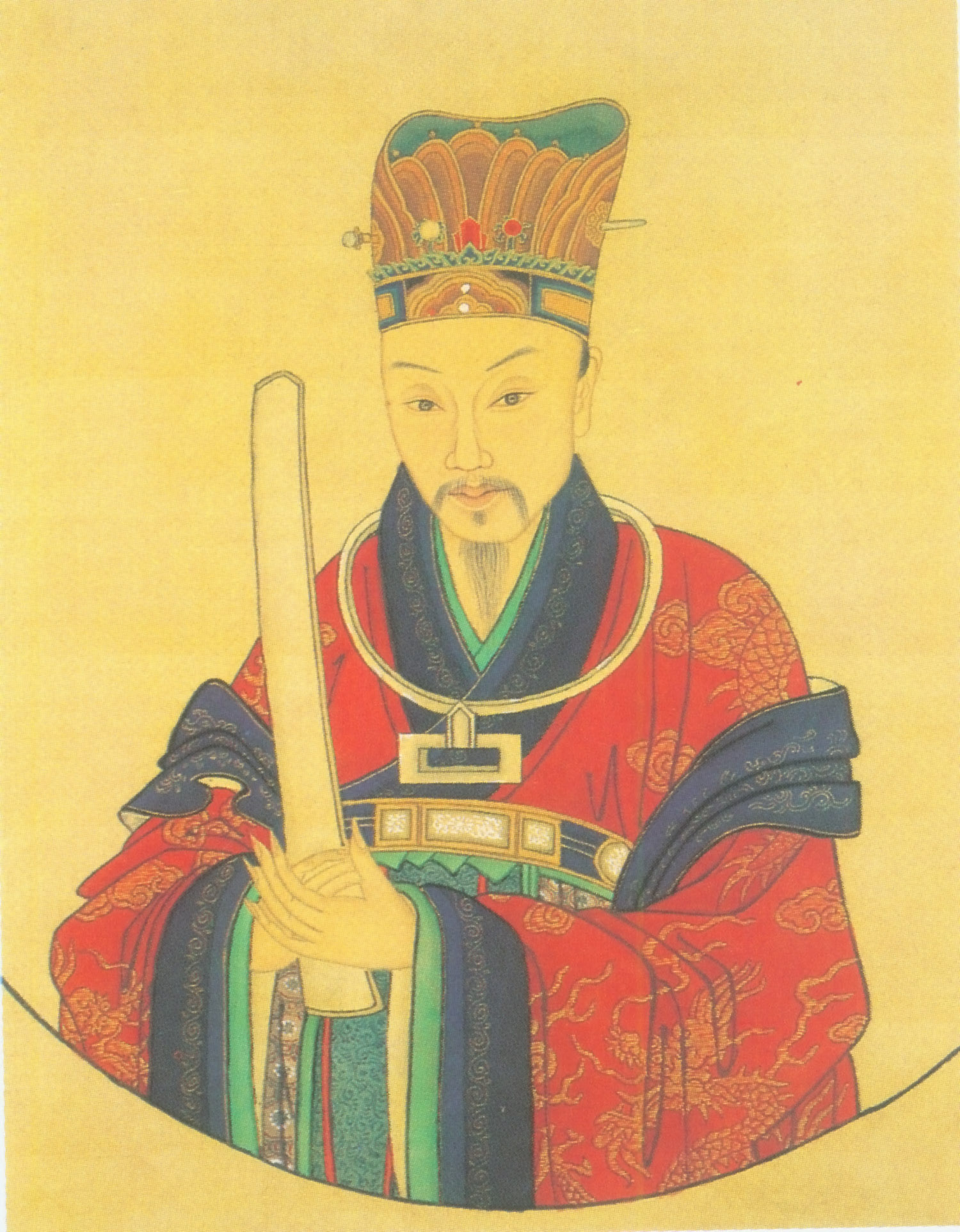
Velký sekretář Jen Sung

V Pekingu pracoval v akademii Chan-lin, a formálně i jako učitel následníka trůnu (narozeného roku 1536). Roku 1539 byli povoláni z exilu a pověřeni výukou následníka i někteří Sü Ťieovi přátelé sdílející s ním filozofické a politické postoje: Cou Šou-i, Luo Chung-sien, Tchang Šun-č’ a Čao Š’-čchun. Všichni čtyři byli do roku 1541 odvoláni, když ztratili důvěru panovníka. Cou Šou-i byl autorem výukového textu pro následníka, v němž císař uviděl nepřímou kritiku své osoby a ostatní tři podali návrh na zastoupení císaře následníkem, když panovník onemocněl a nemohl se účastnit obřadů spojených s počátkem roku 1541. Opírali se o precedenty z dob vlády předešlých císařů, ale Ťia-ťing návrh interpretoval jako přání po jeho smrti a reagoval s hněvem. Velcí sekretáři žádali popravu trojice, ale císař se přiklonil k alternativnímu návrhu a omezil se na jejich vyloučení z úřednického stavu. Sü Ťie se vyhnul problémům, protože v rozhodnou dobu pobýval doma v Chua-tchingu kvůli smutku po smrti své matky.
Po návratu, téhož roku 1541, stanul v čele státní univerzity. O jejích posluchačích neměl žádné iluze, později v dopise příteli konstatoval, že studenti se obvykle zajímají především o techniku psaní osmidílných esejů, vyžadovaných při úřednických zkouškách, zatímco do knih konfuciánských klasiků ani nenahlédnou a kultivace mysli a sebezdokonalování je také mimo jejich zájem. Ve snaze o nápravu se, podobně jako předtím v provinciích, soustředil nejen na administrativní vedení školy, ale i na přísnější dohled nad chováním a studiem studentů; obojí veřejně vyhodnocoval každý měsíc. Za jeho působení byli absolventi univerzity do úřadů umisťováni podle studijních výsledků a seniority, nikoliv podle toho, kolik stříbra darovali vysokým hodnostářům.
V listopadu 1544 přešel na místo náměstka ministra obřadů, od února 1545 působil jako náměstek ministra státní správy. Po povýšení ministra Sü Cana do velkého sekretariátu v září 1544 se v čele ministerstva státní správy vystřídalo několik starých nebo nevýkonných mužů, které energický a aktivní Sü Ťie zastiňoval. Ministerstvo odpovídalo za jmenování, povyšování a překládání úředníků, proto se někteří Sü Ťieho předchůdci v zájmu nestrannosti vyhýbali kontaktům s úředníky. Sü Ťie si potřebu vykonávat úřad čestně a poctivě připomínal v nápise, který umístil na stěnu kanceláře, přitom se však kolegů nestranil, stýkal se s mladými nadějnými i staršími úředníky, vždy zdvořilý a skromný; chválen byl za zásluhu o vzestup půltuctu mimořádně talentovaných mužů, mimo jiné Ou-jang Teho. V únoru 1547 se ministrem stal Wen Jüan, který se rozhodně chopil řízení úřadu. Sü Ťie reagoval žádostí o  místo chanlinského akademika, které dostal, a vedle práce na ministerstvu se pak – s Ou-jang Tem – věnoval i vedení absolventů úřednických zkoušek, začínajících v akademii svoji úřední kariéru, mimo jiné i pozdějších velkých sekretářů a Sü Ťieho blízkých spolupracovníků Li Čchun-fanga a Čang Ťü-čenga. S Ou-jang Tem také zpracoval novou edici Ta Ming chuej-tien, souboru statutů ministerstev a státních orgánů všech úrovní, který upravoval jejich pravomoci a povinnosti.

### Ministr
Na podzim 1548 Sia Jen neuspěl v mocenském zápasu ve velkém sekretariátu a skončil na popravišti. Jeho místo v čele sekretariátu zaujal Jen Sung. Během následných změn ve vládě Sü Ťie v březnu 1549 povýšil na ministra obřadů. Působení na ministerstvu obřadů zahájil snahou o omezení korupce, resp. neformálních příjmů úředníků a vedení ministerstva. K povinnostem ministerstva totiž mimo jiné patřilo potvrzování přechodu dědičných titulů a hodností od zemřelého na jeho dědice jak u členů císařského rodu, tak u domorodých úředníků tchu-s’; přijímání zahraničních vyslanců; vysokým úředníkům a generálům za zásluhy o stát ministerstvo udělovalo posmrtné tituly a hodnosti, případně zajistilo financování pohřebních slavností. Všichni příjemci uvedených milostí neopomínali obdarovat úředníky rozhodující o jejich žádostech. Sü Ťie ve snaze o omezení těchto darů převedl právo konečného rozhodnutí žádostí z ministerských úředníků na panovníka. Dále reorganizoval a rozšířil překladatelský institut při ministerstvu, v němž utužil disciplínu a zavedl ověřování znalostí překladatelů a studentů cizích jazyků. Také reformoval císařskou akademii medicíny, reorganizoval čtyřtisícový sbor kuchařů ve dvorském ministerstvu císařských zábav; nastolil pořádek v práci kuchařů, hudebníků a tanečníků přidělených ke dvorskému ministerstvu císařských obětí, přičemž snížil stav kuchařů z více než třinácti set na jeden tisíc a propustil šest set ze sedmnácti set hudebníků a tanečníků.

Peking po roce 1553, Západní park ležel na západním břehu jezera Tchaj-jie-čch’ (modrá plocha), které dělilo Císařské město

Ťia-ťing byl rázností nového ministra potěšen a od července 1549 ho přestěhoval do svého sídla v Západním parku, nacházejícím se západně od Zakázaného města, za jezerem Tchaj-jie-čch’. Císař totiž od roku 1542 nežil v Zakázaném městě, ale v areálu Západního parku, který stylizoval do podoby taoistického ráje nesmrtelných. S císařem v Západním parku žil a pracoval pouze nevelký počet nejbližších pomocníků: velcí sekretáři, zpravidla ministr obřadů, nezbytní taoističtí kněží, několik vojenských velitelů. Od roku 1549 do Ťia-ťingovy smrti roku 1567 tudíž Sü Ťie ve své ministerské kanceláři (a později úřadu velkého sekretáře) úřadoval pouze omezeně, a svůj dům v Pekingu mohl navštívit pouze s povolením císaře, o které se snažil nežádat příliš často, aby nevzbudil pochybnosti o své absolutní oddanosti. Tudíž většinu času trávil s panovníkem a všemožně se snažil začlenit do skupiny panovníkových nejbližších. Císař se každodenně s pomocí svých taoistických kněží dotazoval na vůli Nebes k nejrůznějším záležitostem a od svého nejbližšího okolí očekával, že kdykoliv k těmto účelům sestaví vhodnou modlitbu či žádost. Někteří, například Sü Ťieho předchůdce na místě ministra obřadů Sun Čcheng-en, psaní taoistických modliteb a proseb nepovažovali za součást svých úředních povinností; pak ovšem v císařově blízkosti dlouho nevydrželi. Sü Ťie naopak patřil k těm úředníkům, kteří taoistické texty pro panovníka skládali s ochotou a umem. Také se snažil navázat úzké vztahy s ostatními hodnostáři v Západním parku: svého třetího syna Sü Jinga oženil s dcerou císařova oblíbence a velitele gardy ve vyšívaných uniformách Lu Pinga a připravoval svatbu druhého syna s vnučkou Jen Sunga (ze svatby ale sešlo poté, co Jen Sung roku 1562 upadl v nemilost panovníka).
Na podzim 1549 Sü Ťie jen se štěstím unikl zhroucení kariéry. Jednou z výhod jeho vysoké funkce bylo právo umístit syna na státní univerzitu, na níž tudíž studoval Sü Ťieho nejstarší syn Sü Fan. Absolvování univerzity v 16. století umožňovalo pouze skromnou úřední kariéru, Sü Fan se proto roku 1549 přihlásil k provinčním úřednickým zkouškám v Nankingu, ale nevěřil si a poslal místo sebe náhradníka. Podvod byl odhalen a Sü Fan uvězněn. Jeden z informovaných nankingských úředníků, rodák z Chua-tchingu a Sü Ťieho přítel z „besed o studiu“ poslal Sü Ťiemu varování; Sü Ťie tak získal prostor pro obhajobu, v níž uznal vinu za selhání při výchově syna, nabídl rezignaci a jako trest synovi navrhl jeho vyloučení z univerzity. Ťia-ťinga pokora jeho ministra uspokojila a když k němu úřední cestou dorazila žádost o přísné potrestání syna i otce, nechal ji bez povšimnutí. Za setrvání v úřadu Sü Ťie vděčil pouze mimořádné císařově přízni, za analogické provinění svých synů byl o pět let dříve, roku 1544, velký sekretář Čaj Luan nejen odvolán z funkce, ale i vyloučen z úřednického stavu.
V ministerské funkci Sü Ťie úspěšně organizoval velké veřejné akce, jako pohřeb následníka trůnu Ču Caj-žueje roku 1549. Císaře smrt Ču Caj-žueje zdrtila, Sü Ťie několik let každoročně oficiálně žádal o jmenování nového následníka trůnu, u šesté žádosti císař řekl, že další už vidět nechce a Sü Ťie je pak přestal posílat. Roku 1552, o rok později, než bylo u císařských synů obvyklé, Sü Ťie přesvědčil panovníka k provedení obřadu „nasazení čapky“ (tedy formální přijetí mezi dospělé) jeho zbylých dvou synů, zahájení jejich oficiální výuky a přípravě jejich svadeb, provedených začátkem následujícího roku. Z přeživších dvou synů císař neměl rád staršího, Ču Caj-choua, naopak více pozornosti věnoval mladšímu Ču Caj-sünovi (a jeho matce). Odkládal proto obřady a úkony, ze kterých by plynula přednost staršího, jako předpokládaného následníka a budoucího císaře. Nakonec roku 1560 císař Ču Caj-süna odeslal z Pekingu do jeho údělu v provincii Chu-kuang, Ču Caj-choua však do konce svého života odmítal jmenovat následníkem trůnu.
Aktivně se účastnil řešení krize roku 1550, kdy mongolští nájezdníci pronikli až k hradbám Pekingu. Kromě návrhů vojenských a politických opatření jako ministr obřadů zorganizoval i velké velké modlitby za odvrácení vpádů barbarů a přírodních neštěstí. Pozornost poměrům na severní hranici věnoval i nadále a snažil se posílit obranu proti Mongolům.

### Velký sekretář
| Příkladem frakčních sporů v mingské vládě byla kauza z jara 1558, kdy tajemník úřadu dohledu nad ministerstvem trestů Wu Š’-laj obvinil tři straníky Jen Sunga, ministra vojenství a dva vysoké úředníky odpovědné za obranu Ta-tchungu, z neschopnosti a korupce a dosáhl jejich odvolání a uvěznění. Vzápětí z korupce způsobující rozklad obrany severní hranice obžaloval i Jen Sunga a jeho syna Jen Š’-fana; obžalobu podpořili dva tajemníci ministerstva trestů. Všichni tři měli vazbu na Sü Ťiea: Wu Š’-laj a jeden z dotyčných tajemníků složili metropolitní a palácové úřednické zkoušky roku 1553, kdy byl Sü Ťie členem zkušební komise, zbylý tajemník byl rodákem z Chua-tchingu. Jen Sung proto za obviněním cítil Sü Ťieovu ruku a nechal trojici zatknout. Nicméně při výslechu, provedeném s použitím mučení, všichni popírali spojení se Sü Ťiem a tvrdili, že jim jde pouze o blaho státu. Vyšetřovatelé však na ně patrně příliš netlačili, byli totiž podřízeni Lu Pingovi, Sü Ťieovu politickém (a rodinném) spojenci. Kauza skončila vyloučením trojice z úřednického stavu a jejich přeložením k vojskům střežícím jižní hranici říše. |
| |

V dubnu 1552 Sü Ťieho císař Ťia-ťing vybral mezi velké sekretáře. Poté byli sekretáři tři – nejvlivnější Jen Sung stál v jejich čele, samolibý a spokojený, tíhnoucí ke kompromisním řešením obtížných situací; po něm následoval energický a rozhodný Sü Ťie; třetí Li Pen nebyl tak silnou osobností jako jeho kolegové, ustupoval jim a věnoval se rutinní práci. Sekretáři byli nejbližšími pomocníky císaře, který je stavěl proti sobě, totiž využíval Süe Ťiea jako protiváhu Jen Sunga. Třebaže oba stáli v čele soupeřících politických klik, své nepřátelství otevřeně neprojevovali; Sü Ťie respektoval vyšší postavení svého kolegy a vyhýbal se otevřeným střetům, zatímco si zabezpečoval mocenské pozice. Tak na místo ministra vojenství vyzdvihl Nie Paoa (ministr 1553–1555) a po něm dalšího svého přítele Jang Poa (ministr 1555–1556 a 1558–1566, poté ministr státní správy); jako svého nástupce na ministerstvu obřadů prosadil Ou-jang Teho (se kterým počítal i do sekretariátu, Ou-jang Te ale roku 1554 neočekávaně zemřel). Přes vnější korektnost oponoval Jen Sungovi a nesouhlasil s jeho návrhy. Jen Sung zase Sü Ťiea podezíral, že stojí za kritikou a žalobami proti němu, a několikrát se pokoušel přimět císaře k Sü Ťieovu odvolání.
Roku 1557 byl Sü Ťieův syn Sü Fan jmenován správcem prefektury Kuang-nan v provincii Jün-nan. Úřad obdržel v souvislosti s vysokým postavením svého otce, o šest let dříve byl ze stejného důvodu znovu přijat na státní univerzitu a jmenován vedoucím kanceláře jedné z ústředních vojenských komisí. Sü Ťie protestoval s tím, že devětadvacetiletý Sü Fan není dost zkušený na spravování prefektury a navíc syna potřebuje k vedení své pekingské domácnosti, aby se mohl soustředit na práci. Požádal pro syna o funkci v Pekingu, byť nižší. Císař vyhověl a jmenoval Sü Fana pomocníkem v Úřadu pro pečeti.
Svůj vliv užíval k šíření Wang Jang-mingova etického učení, kladoucího důraz na vrozené dobro v lidech a na poznání a rozvoj tohoto dobra. Z pozice ministra obřadů a velkého sekretáře v 50. letech organizoval debaty ťiang-süe o konfuciánském studiu, které měly podpořit soustředění se účastníků na osobní zdokonalování a etické chování. Diskuze probíhaly v pekingských předměstích, někdy i centru města, za účasti stovek studentů a úředníků, trvaly i několik týdnů. Třebaže oficiálně šlo pouze o debaty o správném pochopení konfuciánského učení a rozvoji osobnosti, Sü Ťie pochopil jejich politický potenciál a využíval je k navazování kontaktů a budování sítě spřízněných úředníků podporujících jeho politické koncepce. Při tom postupoval obratně a opatrně, aby se vyhnul obvinění z budování politické frakce, což byl v mingském právu zločin trestaný smrtí. Sü Ťieova oddanost diskuzím o konfuciánském studiu ho později vzdálila Kao Kungovi a také jejich mladšímu spolupracovníkovi Čang Ťü-čengovi, kteří přišli do sekretariátu ve druhé polovině 60. let a kteří oba inklinovali k legismu.
Jako politik byl Sü Ťie úspěšný: zpravidla se choval opatrně, ale dovedl být přizpůsobivý i tvrdý podle požadavku okamžiku. Politická rozhodnutí měla podle něj vznikat z konsenzu vysokých úředníků, nikoliv z autoritativního rozhodnutí úzké skupiny vrcholných hodnostářů. Své politické koncepce prosazoval pomocí neformálního dopisování s úředníky v regionech, mimo oficiální komunikační kanály. Byl to Sü Ťieův specifický postup, který jiní velcí sekretáři nepoužívali. Jako velký sekretář neměl právo něco nařizovat, nicméně vzhledem k jeho vysokému postavení a blízkosti k panovníkovi jeho doporučení a návrhy, vyslovované neformálně a v přátelském duchu, měly pro regionální úředníky velkou váhu. Jeho rady mohli předložit centrální vládě jako své návrhy, s důvěrou, že budou mít jeho podporu a setkají se tak s příznivým přijetím. Pro adresáty jeho dopisů byly užitečné i jeho zákulisní informace o dění a náladách v pekingských úřadech. Analogicky nepochybně jednal i s pekingskými úředníky, nicméně jeho styk s nimi probíhal ústně a tudíž není zdokumentován. Mimořádně důležité pro něj (i pro ostatní velké sekretáře) bylo zejména budování sítě spojenců mezi kontrolními úředníky, kteří měli právo obžalovat zkorumpované a neschopné členy vlády.
Vedle civilních úředníků věnoval Sü Ťie hodně pozornosti profesionálním vojákům. Nebyl vychovaný k předsudkům vůči vojenskému povolání, Süova rodina měla k vojákům tradičně dobrý vztah, jeho otec Sü Ťieovu sestru provdal za důstojníka ze Šan-tungu a, jak bylo výše zmíněno, Sü Ťie svého syna oženil s dcerou dědičného důstojníka a velitele gardy Lu Pinga. Sü Ťie navazoval kontakty s důstojníky; například když roku 1541 cestoval s přáteli z Chua-tchingu do Pekingu, kromě obvyklých potěšení vzdělanců (hovorů o filozofii nad dobrým jídlem a pitím, návštěv slavných hor a buddhistických chrámů) se také zastavili u bojovného velitele pobřežní stráže v Čen-ťiangu, který jim předvedl souboj svých mužů a buben z kůže popraveného piráta (který dle Sü Ťieho mínění nezněl tak dobře jako obyčejný buben z kravské kůže). Vyhledávání, povyšování a ochranu schopných důstojníků považoval Sü Ťie za naprosto nezbytný prvek bezpečnostní politiky po celou dobu své politické činnosti.
V 50. a 60. letech 16. století bylo bezpečnostně problematické širší okolí Pekingu okolo Ta-tchungu, Süan-fu a Ťi-čenu, kde neustávaly větší či menší nájezdy Mongolů; ve své východní části, v Liao-tungu, i na západě byla severní hranice klidná. Mongolové sídlící naproti pekingskému regionu požadovali otevření pohraničních trhů, aby mohli prodávat koně a dobytek za čínské zboží (hedvábí, čaj, potraviny a další); na západě i východě takové trhy fungovaly, zde je však císař odmítal povolit, jednak aby mingský stát vyhověním mongolskému požadavku nevypadal slabě, a také protože u Mongolů žilo nemálo čínských uprchlíků a emigrantů a otevření hranic by posílilo atraktivitu mongolských stepí pro všechny nespokojené mingské poddané. Sü Ťie tento panovníkův postoj podporoval. Na neústupnost mingské Číny Mongolové reagovali opakovanými loupeživými útoky; Sü Ťie proto obraně pekingského regionu věnoval nemálo svého času. Podílel se na organizaci náboru vojáků, jejich výcviku, výběru velitelů, organizaci zásobování a promýšlení vhodné strategie, přitom spolupracoval s odpovědnými ministerstvy – vojenství, státní správy a daní. Jeho politika vůči mongolským nájezdníkům (a pobřežním pirátům na jihu) vycházela ze čtyř principů: nájezdníci nejsou představitelé řádného státu, ale divoké anarchické bandy, je nemyslitelné jim odstoupit území a plnit jejich požadavky, v prvé řadě je třeba řádně zorganizovat obranu pohraničí a jakékoliv dohody mohou být uzavřeny, pouze pokud bude mingská vláda kontrolovat situaci a jejich plnění.
Bezpečnost pekingského regionu byla jednou z otázek, u kterých Sü Ťie oponoval Jen Sungovi. Jen Sung totiž navrhoval řešit problém s obranou Ta-tchungu a Süan-te jednoduše jejich opuštěním a přenesením obrany více na jih, blíže k Pekingu a současně otevřením pohraničních trhů. Ohledně bezprostředního řešení nájezdů Jen Sung zastával názor, že mingské armády se nemohou měřit s mongolskou jízdou v poli a proto by měly na hradbách měst vyčkat, až nájezdníci vyloupí venkov a odtáhnou domů. Císař ale od svých generálů očekával ráznou reakci na nájezdy; generálové, kteří zvolili postup prosazovaný Jen Sungem, tak nezřídka končili v nemilosti, případně až na popravišti. Terčem kritiky byl i Jen Sung, dokázal však přesvědčit panovníka, že jsou to jen stranicky motivované útoky. Naopak Sü Ťie jakékoliv vydání území nepřátelům rozhodně odmítal, řešení konfliktu však neměl. Uklidnění situace přineslo až otevření pohraničních trhů a dojednání mírové smlouvy s Mongoly roku 1571 po smrti císaře Ťia-ťinga (1567), rezignaci Sü Ťieho (1568) a nástupu nové generace politiků, především velkých sekretářů Kao Kunga a Čang Ťü-čenga.
V rámci bojů s piráty wo-kchou se v 50. letech Sü Ťie soustředil na péči o pořádek v jižní metropolitní oblasti, která – zejména prefektury Su-čou a Sung-ťiang – byla důležitým zdrojem daní; proto řešení tamních daňových nedoplatků, špatného stavu registrů obyvatel a pozemků, problémů s přepočty a rozvržením daní, ale i otázky vodních prací a boje proti korupci v regionu byly záležitosti celostátně významné. Přitom Sü Ťie podporoval převod daní z naturálií na stříbro. Prakticky si s Jen Sungem rozdělili pravomoci – Jen Sung prostřednictvím mimořádného inspektora Čao Wen-chuy a vrchního velitele vojsk tří pobřežních provincií Chu Cung-siena dozíral na boje s wo-kchou a poměry v Če-ťiangu a Fu-ťienu, kdežto Sü Ťie komunikoval s nankingskými funkcionáři a staral se o záležitosti jižní metropolitní oblasti (třebaže se pravomoc Chu Cung-siena formálně vztahovala i na ni). Zvláštní pozornost přitom věnoval prefektuře Sung-ťiang (ve které se nacházel Sü Ťieho domovský okres Chua-tching), v níž udržoval písemný kontakt i s okresními přednosty; běžně byli úředníci na okresní úrovni příliš nízce postavení, než aby se velkému sekretáři vyplatilo jim věnovat pozornost.

### První velký sekretář
| Roku 1561 zemřela Jen Sungova manželka, jeho syn pak kvůli smutku neměl dovoleno přicházet do paláce. Bez něj však jednaosmdesátiletý Jen Sung nebyl schopen vykonávat své povinnosti. V prosinci 1561 vyhořel Ťia-ťingův palác Jung-šou v Západním parku a císař přesídlil do malého paláce Jü-si na západním břehu jezera Tchaj-jie; Jen Sung v této situaci navrhl přesun císaře do neobývaného paláce na jihu Zakázaného města (v němž kdysi žil v domácím vězení císař Jing-cung) s tím, že obnovení Jung-šou by bylo drahé. Císař s hněvem odmítl a Sü Ťie panovníka podpořil s argumentem, že obnova je možná, když se použije materiál určený pro jiné práce v Zakázaném městě. Sü Fan, syn Sü Ťiea, byl jmenován vedoucím odboru na ministerstvu prací a pověřen řízením prací a do konce dubna palác obnovil. Císař poté k Jen Sungovi znatelně ochladl a záležitosti vlády řešil se Sü Ťieem. Téhož roku Sü Ťie radši odeslal své syny z Pekingu do Chua-tchingu. Poté Sü Fanovo postavení neformálního tajemníka svého otce na nějakou dobu převzal Sü Ťieův přítel a žák Jang Jü-sun (1521–1567), ťin-š’, rozhodný muž, znalec lidí a brilantní filozof. Po nějaké době však nevydržel tlak proudu žadatelů o setkání se Sü Ťiem a radši odjel do provincie Chu-kuang jako velký koordinátor sün-fu. |
| |

Během 50. let Sü Ťieův vliv postupně rostl, jak si získával uznání mezi úřednictvem a respekt císaře, který dosáhl jak administrativními schopnostmi, tak ochotou ke psaní taoistických modliteb a účastí při taoistických obřadech. Začátkem 60. let už byl schopen z pozadí dosáhnout pádu Jen Sunga, uvěznění a popravy jeho syna, uvěznění Chu Cung-siena, konfiskace majetku Jen Sungovy rodiny a vyloučení Jen Sunga z úřednického stavu. Po demisi Jen Sunga byl císař v depresích a opakovaně (v letech 1562, 1565 a 1566) uvažoval o abdikaci, Sü Ťie mu ji vždy vymluvil a pod vlivem jeho schopností a energie se císař vrátil k zájmu o dobrou správu země.
Sü Ťie roku 1562 převzal po Jen Sungovi místo prvního velkého sekretáře. S nástupem do čela sekretariátu zformuloval tři zásady správy země, v nichž se distancoval od Jen Sungova stylu řízení:
1. rozhodovat má císař, který má být svým vlastním prvním ministrem, jeho edikty nemají být ignorovány,[73]
2. šest ministerstev nemá podléhat diktátu velkého sekretariátu (jako tomu bylo za Jen Sunga),[76]
3. kontrolní úředníci a tajemníci úřadů dohledu mají mít možnost otevřeně se vyjadřovat ke všem záležitostem beze strachu z represí.[76]

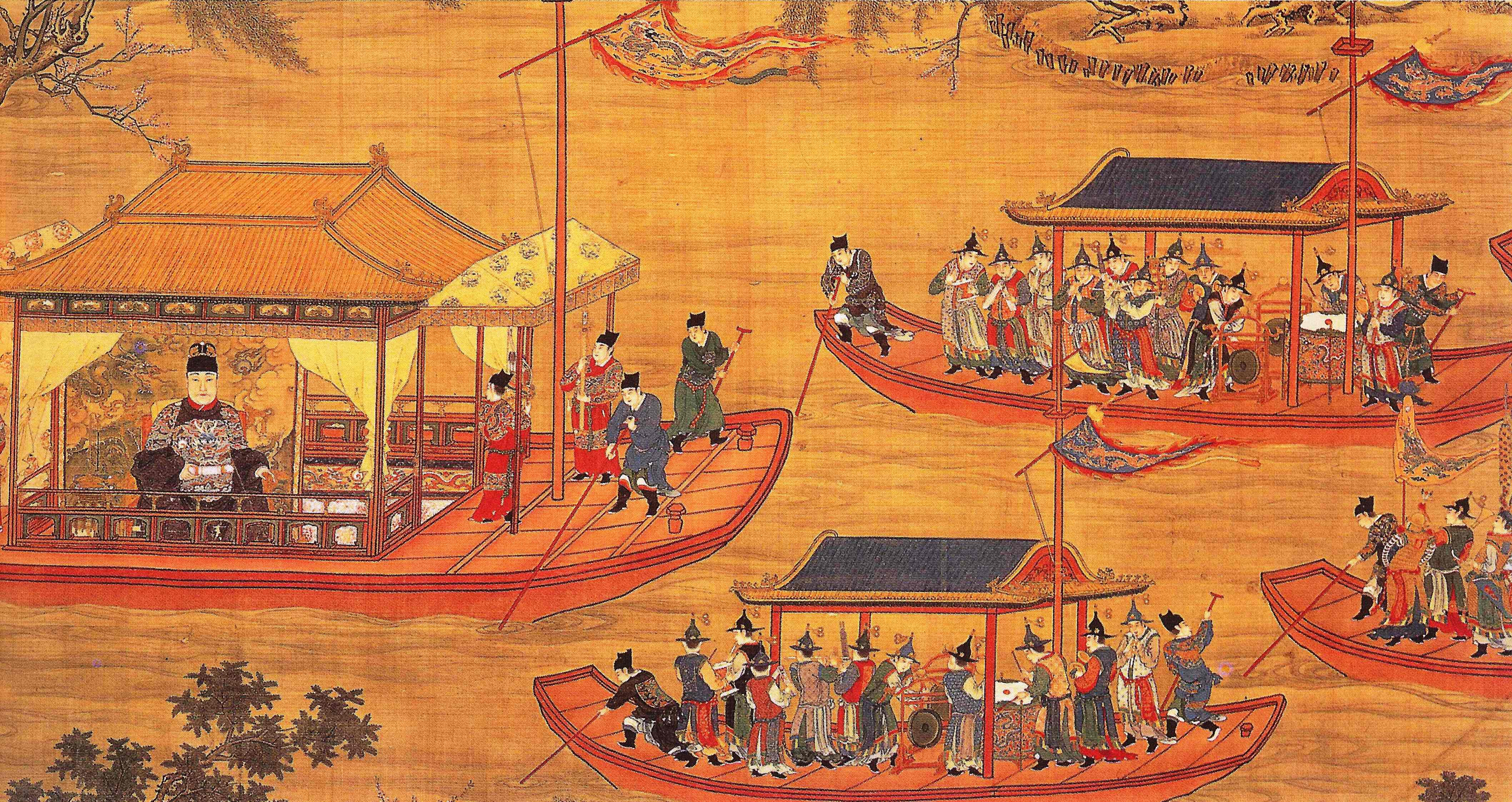
Císař Ťia-ťing na projížďce lodí, detail svitku neznámého dvorního malíře, kolem 1538, Národní palácové muzeum, Tchaj-pej

Sü Ťie také tvrdil, že císař má úřední místa obsazovat podle doporučení ministerstva státní správy, resp. konferencí vysokých hodnostářů, ale velké sekretáře a ministra státní správy si má vybrat sám a nezávisle a zejména ministr státní správy má být nezávislý na sekretářích. Když potom roku 1565 zemřel Sü Ťieův jediný kolega ve velkém sekretariátu Jüan Wej (který roku 1561 nahradil Li Pena), vysvětloval Sü Ťie panovníkovi, že je nesprávné, aby byl v sekretariátu sám, ale že mu nedá žádné doporučení. Císař do sekretariátu vybral dva muže z jihu Číny, ministra státní správy Jena Na a ministra obřadů Li Čchun-fanga. Oba se Sü Ťieovi podřizovali, ale Jen Na ještě téhož roku onemocněl z přepracování a rezignoval. Císař na jeho místo navrhl Li Čchun-fangova nástupce na ministerstvu obřadů, Tung Fena, nicméně Sü Ťie se – v rozporu se svými zásadami – postavil proti němu, protože Tung dříve patřil do kliky Jen Sungova syna, a přiměl císaře ke změně názoru. Naopak seveřany Kuo Pchua (bývalého ministra státní správy) a Kao Kunga (po Tung Fenovi ministra obřadů) podpořil, což se mu později nevyplatilo, když se Kao postavil proti němu.
Jako první velký sekretář se Sü Ťie i nadále věnoval především nejdůležitějším politickým problémům 60. let: poměrům na severních hranicích, obraně východního a jihovýchodního pobřeží, zajištění dopravy na Velkém kanálu a výběru daní a daňovým reformám v Ťiang-nanu, nyní už bez nutnosti ohlížet se na Jen Sunga. Na severu se podařilo zlepšit stav obrany říše. Neprozíravému nejvyššímu veliteli cung-tu pro Ťi-čen a Liao-tung se roku 1563 podařilo Mongoly vyprovokovat k rozsáhlému útoku, kdy došli až k Tchung-čou jihovýchodně od Pekingu, důležitému překladišti, v němž končil Velký kanál. Protiakce mingské armády byly organizovány profesionálněji než začátkem 50. let a krize se již obešla bez paniky mezi obyvatelstvem. Dotyčný velitel byl ovšem popraven i s několika neschopnými důstojníky. Boje s piráty a nájezdníky na pobřeží se začátkem 60. let přesunuly z Ťiang-nanu a Če-ťiangu do méně důležitých provincií Fu-ťien a Kuang-tung. Fu-ťien se podařilo vyčistit do roku 1563, boje v Kuang-tungu trvaly až do roku 1565. Poté nebylo pirátství závažnějším problémem. Velký kanál potřeboval každoroční opravy a zle byl poškozen povodní roku 1565, kdy se Žlutá řeka vylila z koryta a 50 km kanálu bylo zničeno. Císař po konzultacích s velkými sekretáři a odpovědnými úředníky jmenoval jistého Ču Chenga (schopného úředníka, ale bez zkušeností s vodními díly) ministrem prací a náměstkem vedoucího kontrolního úřadu s úkolem vyřešit situaci. Ču Cheng během několika měsíců zorganizoval vybudování stokilometrového nového koryta pro řeku poněkud severněji od starého a obnovil provoz na Velkém kanálu. Povodně se opakovaly i v následujících letech, ne však s tak ničivými následky.

### Změna na trůnu, demise
Začátkem roku 1567 císař Ťia-ťing zemřel. Sü Ťie sestavil, bez účasti ostatních velkých sekretářů (Li Čchun-fanga, Kao Kunga a Kuo Pchua), ale s pomocí Čang Ťü-čenga, tehdy hlavy akademie Chan-lin, Ťia-ťingův poslední edikt, „politickou závěť“, po schválení císařovým synem Lung-čchingem zveřejněný den po panovníkově smrti; zorganizoval Ťia-ťingův pohřeb a Lung-čchingův nástup na trůn. V ediktu mimo jiné rehabilitoval úředníky postižené (ať už propuštěním, degradací, nebo i popravou) za celou dobu vlády Ťia-ťinga. Ti, kteří byli schopni se vrátit do úřadů, mu byli zavázáni, čímž si Sü Ťie vytvořil silnou mocenskou oporu. To kritizoval jeho kolega v sekretariátu Kao Kung. Kao Kunga a Kuo Pchua se navíc dotklo jejich vyřazení ze sestavování Ťia-ťingovy „politické závěti“.
Vzápětí po nástupu nového císaře se Sü a Kao střetli v otázce účasti panovníka na vládě. Sü očekával, že Lung-čching bude, stejně jako Ťia-ťing, sám vybírat nejvýše postavené úředníky, Kao namítal, že nový císař nemůže úspěšně vybírat z lidí, které nezná; Kaův názor zvítězil. Poté, v první polovině roku 1567, se prostřednictvím svých stoupenců mezi kontrolními úředníky Sü i Kao navzájem vinili z různých přehmatů a útočili na stoupence druhé strany. Proti Sü Ťieovi měl Kao Kung výhodu, že během 60. let byl Lung-čchingův nejoblíbenější vyučující. Ovšem vlna žalob, která se snesla na Kao Kunga, byla silnější a navíc doprovázená demonstracemi kontrolních úředníků před branami Zakázaného města. Nabízenou demisi Sü Ťieho a Li Čchun-fanga císař nepřijal, načež Kao Kung pochopil, že nemá ve vládě ani u císaře dostatečnou podporu a v červnu 1567 se vzdal úřadu, oficiálně pro nemoc. O několik měsíců později odstoupil i Kuo Pchu, oficiálně také pro nemoc, fakticky kvůli tlaku kontrolních úředníků, útočících na něj kvůli jeho předešlé podpoře Kao Kunga. Místo nich Lung-čching do sekretariátu jmenoval Čchen I-čchina, jednoho ze svých učitelů, a Čang Ťü-čenga; oba respektovali Sü Ťieovu vedoucí pozici v sekretariátu.
O rok později podal jeden z kontrolních úředníků (hlavní tajemník úřadu dohledu nad ministerstvem daní) žalobu na Sü Ťieho, která víceméně opakovala předešlá obvinění. Bezprostředním důvodem žaloby bylo, že dotyčný vzal od jistého obchodníka se solí velký úplatek za slib, že zajistí změnu zákona, která by onomu obchodníkovi přinesla velký zisk. Sü Ťie ale návrh změny zablokoval, dotyčný tajemník už nemohl úplatek vrátit a bál se odhalení, což řešil snahou o odstranění Sü Ťiea. Obvinil ho z psaní taoistických modliteb a ze zorganizování výstavby nového paláce pro Ťia-ťinga (v letech 1561/1562), čímž se měl dopustit nečestného chování vůči Sia Jenovi. Ťia-ťingův poslední dekret byl podle žaloby projevem zrádného chování vůči Ťia-ťingovi a konečně se měl Sü Ťie dopustit překročení pravomocí při řešení mongolských útoků roku 1567, kdy měl zastínit císaře Lung-čchinga. Sü Ťie se bránil, že vždy Sia Jena respektoval, s jeho pádem neměl nic společného, protože ho obžalovali kontrolní úředníci s podporou veřejného mínění, kauzu vyšetřovali důstojníci gardy ve vyšívaných uniformách s justičními orgány a císař osobně rozhodl o vině a trestech. Sepsání Ťia-ťingova posledního dekretu bylo projevem loajality vůči císaři, když vyjádřil císařovo přání napravit své chyby a umožnit zahájení vlády Lung-čchinga v příznivém ovzduší, následná vlna vděčnosti vůči Ťia-ťingovi za rehabilitace byla důkazem Sü Ťieovy loajality. A konečně ohledně krize roku 1567 podal Sü Ťie výklad o organizaci vrcholných orgánů státní správy, zvláště o  kompetencích velkých sekretářů: ti měli vždy pouze právo sestavovat návrhy císařských dekretů, a to na základě podkladů a závěrů odpovědných ministerstev a konferencí vysokých úředníků, přičemž císařovy dekrety prováděli příslušní úředníci a generálové bez účasti velkých sekretářů; takto probíhalo i rozhodování roku 1567. S obhajobou podal Sü Ťie císaři i žádost o rezignaci; jak kvůli žalobě, aby ukázal, že nelpí na funkci, tak proto, že s Lung-čchingem si nebyl tak blízký jako s Ťia-ťingem. Navíc na něj začal doléhat věk.
V srpnu 1568 císař Sü Ťieovu rezignaci kvůli zákulisním intrikám Čang Ťü-čenga neočekávaně přijal. Z úřadu Sü Ťie odešel se ctí, když žalobu na něj císař odmítl a naopak žalobce byl po obvinění z korupce sesazen. Vedení velkého sekretariátu převzal, jako služebně nejstarší, Li Čchun-fang. Do sekretariátu se začátkem roku 1570 vrátil Kao Kung, který roku 1571, po rezignaci Li čchun-fanga, stanul v čele sekretářů (do roku 1572). V následných čistkách se Kao Kungovo a Čang Ťü-čengovo úsilí o odstranění stoupenců Sü Ťiea prolínalo s jejich snahou o omezení vlivu neokonfuciánských filozofů ve státním aparátu. Jejich debaty o konfuciánských principech považovali Kao i Čang za „prázdné řeči“; ale v debatách vzniklá přátelství a sítě vzájemné podpory měli za nebezpečné svým vlivem. Roku 1570 proto úředníkům zodpovědným za vzdělávání studentů konfuciánství zakázali účast v debatách ťiang-süe. Po odchodu Sü Ťiea z politického života tak nadvláda Wang Jang-mingových myšlenek nad intelektuální elitou Číny zeslábla a hnutí se pod tlakem politických útoků na několik desetiletí více zaměřilo na literární vyjádření, než se politicky oživilo v tunglinské škole.

### Závěr života
Po demisi se Sü Ťie vrátil domů do Chua-tchingu a spravoval své statky. Jeho vysoké postavení a příjmy s ním spojené přinesly bohatství celé rodině. Její původně nevelký majetek se tak rozrostl na polnosti o rozloze 60 tisíc mu (přes 1 700 ha), Sü Ťie se tím stal jedním z nejbohatších velkostatkářů v Ťiang-nanu. Půdu rodina pronajímala tisícovce nájemců, kteří platili celkem 9 800 liangů (365,5 kg) stříbra nájmu ročně. Zbohatlá rodina rovněž investovala do půjčování peněz obchodníkům v Ťiang-nanu a Pekingu a fungovala jako banka, když v Pekingu proplácela směnky vystavené na jihu. Své zájmy v regionu Sü Ťie prosazoval i pomocí síly, v případě potřeby vyslal proti svým odpůrcům až několik set mužů (sluhů, najatých ozbrojenců a závislých nájemců). O svém rozrostlém pozemkovém majetku měl Sü Ťie pochybnosti, v 60. letech úředníky v Sung-ťiangu nabádal k prověření aktivit jeho synů a správců rodinných statků a případnému zjednání nápravy, nikdo z adresátů se však neodvážil brát tyto žádosti vážně. Nějakou dobu dokonce uvažoval, že na stáří odejde do provincie Chu-kuang k příteli Jang Jü-sunovi. Plán opustil, když Jang roku 1567 zemřel.
V letech 1569–1570 se Sü Ťie dostal do konfliktu s velkým koordinátorem sün-fu regionu Chaj Žuejem, který se – v zájmu stability společnosti a zvýšení příjmů státu – pokusil posílit vrstvu drobných rolníků na úkor velkostatkářů, zpravidla úředníků nebo bývalých úředníků, jejichž pozemky se těšily osvobození od části daní. Požadoval proto po velkostatkářích vydání části jejich pozemků. Sü Ťie nějaké pozemky vrátil, ale Chaj Žuejovi to nestačilo a chtěl po Sü Ťieovi vydání poloviny všech polností s tím, že zbylé bude moci užívat v klidu bez obav z vyšetřování, jak vlastně přišel ke svému majetku. Chaj Žuej byl po několika měsících ve funkci dotlačen k rezignaci, ale potíže s úřady pro Sü Ťiea neskončily. Roku 1570 se s pomocí Čang Ťü-čenga vrátil do úřadu velkého sekretáře Kao Kung a zahájil šetření Sü Ťieovy rodiny. Mnoho z těch, kdo v minulých desetiletích dal nějaký úplatek Sü Ťieovým synům, pak požadovalo vrácení peněz. Sü Ťie platil z obavy, že jinak budou vypovídat proti němu; někteří z nich si nárok vymysleli, platil i jim. Kao Kungův pověřenec zatím shromáždil důkazy proti Sü Ťieovým synům – o lichvě a mnoha případech zabírání malých usedlostí prostřednictvím podvodů a zastrašování. Zatkl je a doporučil konfiskaci rodinných majetků, hrozilo uplatnění trestu smrti. Tehdy zasáhl Čang Ťü-čeng a dohodl s Kao Kungem mírnější potrestání; dva synové (Sü Fan a Sü Kchun) byli odesláni do vojenské služby na vzdálené hranice, třetí (Sü Jing) byl vyškrtnut z úřednického stavu. Kao poté opakovaně vyzýval pověřence šetřící kauzu k uzavření případu s tím, že si nepřeje zatčení bývalého velkého sekretáře, které by mělo negativní politický dopad. Záležitost později vzbudila nedůvěru mezi Kaoem a Čangem, když se rozšířila fáma, že Čang zasáhl, protože dostal od Sü Ťiea úplatek 30 tisíc liangů (1119 kg) stříbra.
Později Čang Ťü-čeng dosáhl rehabilitace Sü Ťieových synů a i v následujících letech pomáhal rodině Sü Ťiea řešit její problémy s úřady, naopak Sü Ťiea žádal o neformální rady k celostátní politice. Sü Ťie udržoval kontakt nejen s Čangem, jeho dům byl otevřený pro návštěvy a s řadou dalších bývalých i aktivních politiků si dopisoval; diskutoval s nimi jak o místních záležitostech, tak o politických problémech státu. Věnoval se i rodinným podnikům a rodině samotné, měl devatenáct vnuků a osm vnuček a řadu synovců a neteří. Z vnuků byl nejúspěšnější Sü Jüan-čchun, ťin-š’ roku 1574, jehož úspěšná úřednická kariéra vyvrcholila funkcí dvorského ministra císařských obětí. S velkou pompou proběhla roku 1582 oslava Sü Ťieových osmdesátých (podle čínského počítání) narozenin, kdy oficiální delegace z Pekingu císařovým jménem poděkovala oslavenci za službu státu a předala bohaté dary.
Sü Ťie shromáždil různé úřední i soukromé dokumenty, dopisy a listiny do sbírky Š’-ťing tchang ťi, vytištěné za jeho života soukromě, mezi veřejnost se rozšířila až po jeho smrti. V posledních letech života sestavil druhý soubor různých svých dokumentů do pokračování nazvaného Š’-ťing tchang sü-ťi, které roku 1608 publikoval jeden z jeho vnuků.
Sü Ťie zemřel 18. dubna 1583 v Chua-tchingu, Nan č’-li. V Pekingu byl na jeho počest vyhlášen smutek a na den uzavřeny úřady. K organizaci pohřbu byl z Pekingu vyslán úředník ministerstva prací. Jako výraz uznání za službu státu mu bylo uděleno posmrtné jméno Wen-čen, „Kulturní a neúplatný“.

## Hodnocení
Sü Ťie byl talentovaným administrátorem, ale také, a především, obratným, houževnatým a trpělivým hráčem politických her. Jako velký sekretář a pak první velký sekretář měl, přes nemalý vliv, pouze poradní funkci a prosadit cokoli mohl pouze s podporou panovníka. Přitom záviselo pouze na císaři, do jaké míry se bude opírat o rady sekretářů. Pro Tia-ťinga byli sekretáři zásadními oporami při rozhodování, Lung-čching byl vůči nim vlažnější. Sü Ťie možnostem i omezením své pozice rozuměl velmi dobře a choval se podle toho, když vztahům s císařem přikládal nejvyšší důležitost. Získal si Ťia-ťingovu přízeň, což nebylo snadné, a udržel si ji více než dvě desetiletí, což zvládli jen málokteří.
Pozdějšími čínskými historiky byl obecně hodnocen příznivě, byť ne bez výhrad. Jeho veřejná činnost měla trojí charakter, projevoval se jako filozofický a etický myslitel, schopný a pohotový manažer a státník se smyslem pro administrativní detaily, a také jako obratný až mazaný manipulátor v mocenském soupeření. Kladně byla hodnocena jeho politika, ať v nižších funkcích nebo v sekretariátu, uznání získal jako první velký sekretář, který si dokázal dlouhodobě udržet důvěru císaře Ťia-ťinga a využít ji k prosazení užitečných opatření ve prospěch lidu. Nicméně jeho politická obratnost nezřídka přecházela ve vypočítavost a manipulativnost, v politickém boji se nezříkal nečestných zákulisních machinací, což moralizující historikové hodnotili negativně. Co se týče jeho podílu na podpoře debat ťiang-süe o etickém probuzení osobnosti, hodnocení záviselo na postoji toho kterého historika k debatám: kdo je schvaloval, hodnotil i Sü Ťieovu podporu kladně, a naopak.
Ze současného pohledu ho americký historik John Dardess, autor monografie o něm, popsal jako „liberálního konzervativce“. Liberálního, protože podporoval – uvnitř vrstvy státních úředníků – poctivost, otevřenost, konsensuální rozhodování a svobodu slova, povyšování schopných a vhodných lidí bez ohledu na obvyklé formální podmínky jmenování. Snažil se vytvořit ovzduší důvěry, podpory a spolupráce a vládnout na jejich základě. Konzervativce, protože jeho cílem byla efektivní správa země při zachování stávajícího řádu, bez hlubších reforem.